# Porte Saint-Julien (La Ferté-Bernard)
Pour les articles homonymes, voir Porte Saint-Julien.
La porte Saint-Julien est un édifice situé à La Ferté-Bernard, en France.

## Localisation
Le monument est situé dans le département français de la  Sarthe, au centre de la ville de La Ferté-Bernard.

## Historique
Mentionnée pour la première fois en 1476, cette porte existe probablement dès l'origine de la fortification. L'édifice actuel est reconstruit, en même temps que l'enceinte, vers 1480. Formée d'un corps de bâtiment carré traversé par deux passages charretier et piétonnier, fermés de ponts-levis, herse et portes dont les ancrages demeurent visibles, elle est défendue par deux grosses tours surmontées d'un chemin de ronde à créneaux et mâchicoulis. Plusieurs ouvertures de tirs marquant l'adaptation à l'artillerie sont visibles.
Ouvrage militaire, la porte Saint-Julien possède aussi une fonction ostentatoire et juridique. Elle servait effectivement comme lieu de perception de l'octroi (taxe sur les marchandises) sous l'Ancien Régime. Sa monumentalité et son décor expriment l'importance que se donne alors la cité. Ce rôle se trouve renforcé par l'abandon de sa vocation militaire après le siège de la ville en 1590 et son affectation comme hôtel de ville, de 1703 à 1907.
Pour cette occasion, les aménagements intérieurs sont modifiés et de nouvelles ouvertures sont créées.
Dans les années 1870, pour faciliter l'accès à l'étage, une tourelle d'escalier est ajoutée par l'architecte Darcy.
Parallèlement, plusieurs campagnes de travaux extérieurs transforment l'accès à la ville : création d'un pont fixe, modification du passage dont le sol est surélevé et remplacement du plafond en bois par une voûte en pierre.
Principal vestige de la fortification urbaine, la porte Saint-Julien, protégée au titre des monuments historiques depuis 1875, symbolise, avec l'église Notre-Dame-des-Marais, la ville de La Ferté-Bernard auprès des Sarthois. Elle marque aussi la limite entre le centre historique et les extensions de la ville des XIXe et XXe siècles.